# Střelice (district de Brno-Campagne)
Pour les articles homonymes, voir Střelice.
Střelice (en allemand : Strelitz) est une commune du district de Brno-Campagne, dans la région de Moravie-du-Sud, en République tchèque. Sa population s'élevait à 3 036 habitants en 2020.

## Géographie
Střelice se trouve à 9 km au sud-sud-ouest Brno et à 182 km au sud-est de Prague.
La commune est limitée par Popůvky et Troubsko au nord, par Ostopovice et Nebovidy à l'est, par Ořechov au sud, et par Radostice au sud-ouest, par Tetčice et Omice à l'ouest.

## Histoire
La première mention écrite de la localité date de 1375.